# 三焦虚
三焦虚（さんしょうきょ）とは、漢方医学で言う漿膜、リンパ系全般の機能低下によりおこる症状を言う。

## 概要
漢方医学では六腑のうち三焦は五行思想で言う火を司る機能を指し、六臓で言えば心包に相当するため三焦の機能の低下は（西欧医学では漿膜、リンパ系に相当する機能障害と思われる）血圧異常、鞭打ち後遺症、手や後頭部のしびれ、こめかみが痛む、腹膜の癒着、子宮内膜の変性、頚椎異常などがあらわれるとされる。漢方医学では
対処としては
鍼灸においては五行や東洋医学の治療方針の関係から五行では自経が虚すれば、その母を補うとされており、この場合、火の気である三焦が虚すれば木の気である母の胆を補えとされており、三焦経の中渚穴、胆経の足臨泣穴が用いられる。